# The Edge of Night
The Edge of Night est un long soap opera de la télévision américaine en 7 420 épisodes de 22 minutes, produit par Procter & Gamble, diffusé entre le 2 avril 1956 et le 28 novembre 1975 sur le réseau CBS puis du 1er décembre 1975 au 28 décembre 1984 sur le réseau ABC.
Cette série est inédite dans tous les pays francophones.

## Distribution
- John Larkin (1956-1962), Laurence Hugo (1962-1971) et Forrest Compton (en) (1971-1984) : Mike Karr
- Teal Ames : Sara Lane Karr (1956–1961)
- Ann Flood (en) : Nancy Pollock Karr (1962–1984)

### Quelques acteurs
- Bette Midler (1956)
- Frank Sutton (1957)
- Larry Hagman (1959)
- Madeleine Sherwood (1964)
- Lawrence Pressman (1969)
- Billie Allen (1973-1975)
- Frances Fisher (1976)
- Lori Loughlin (1980)
- Mariann Aalda (1981-1984)
- John O'Hurley (1983)
- Marcia Cross (1984)
- Wade Nichols (1979-1984)
- Irene Dailey (1969-1970)
- Anita Gillette (1967-1968)

## Source
- (en) Cet article est partiellement ou en totalité issu de l’article de Wikipédia en anglais intitulé « The Edge of Night » (voir la liste des auteurs).